# Случайные открытия
Случайные открытия — открытия в науке, связанные со случайными обстоятельствами.

## Обзор
Открытия, которым так или иначе помогла удача, включают такие продукты, как вулканизированная резина, тефлон, нейлон, пенициллин, цианоакрилат (суперклей), имплантируемый кардиостимулятор, микроволновая печь, Scotchgard, стрейч-плёнка / обёртка Saran, Silly Putty, Slinky, безопасное стекло, пропеллер, нержавеющая сталь, розовато-лиловый цвет Перкина (Мовеин) и фруктовое мороженое (Popsicle (brand)). Большинство искусственных подсластителей были обнаружены при случайном употреблении, включая аспартам и сахарин.
Случайно открытые теории включают теорию Большого Взрыва, культуру тканей, радиоастрономию и открытие ДНК.
Результатом счастливой случайности стали такие археологические находки, как Розеттский камень, свитки Мёртвого моря и руины Помпеи.
Многие хорошо известные научные теории были разработаны, в той или иной степени, случайно. Так, согласно легенде, Архимед открыл свой принцип гидростатики, купась в ванне, полной воды. Именно тогда он выкрикнул своё знаменитое « Эврика !»). Неожиданные отрицательные результаты эксперимента Майкельсона-Морли по поиску светоносного эфира в конечном итоге привели к специальной теории относительности Альберта Эйнштейна.

## Знаменитые примеры

### Архимед
Первым случайным открытием считается открытие Архимедом принципа гидростатики, получившего его имя. Такой тип случайного открытия получил название «архимедовой серендипности», которая возникает, когда уже известная проблема или задача решается неожиданным способом, обнаруженным случайно.

### Ньютон и гравитация

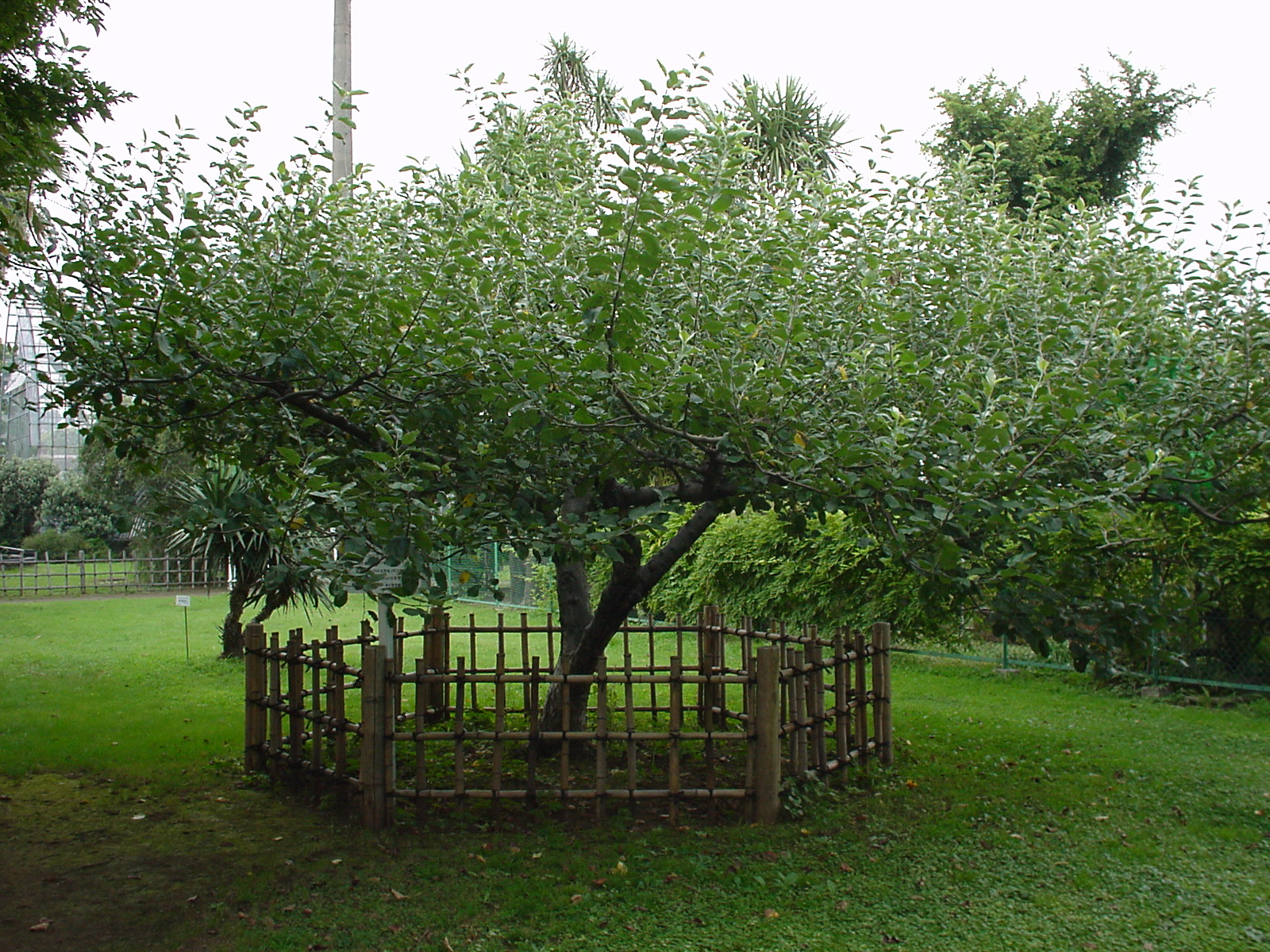
Размышления Ньютона, которые привели его к теории гравитации, начались, по легенде, когда он увидел, как яблоко падает с дерева.

По сведениям самого Ньютона, мысль о гравитации пришла к нему, когда он заметил, что яблоко упало с дерева прямо вниз, перпендикулярно земле. Ньютон вскоре понял, что сила притяжения свойственна всей материи. Прошло ещё 20 лет, прежде чем Ньютон опубликовал свою подробную теорию гравитации, но позже он вновь побывал у дерева, которое натолкнуло его на эту идею. Примечательно, что само пребывание в саду состоялось из-за других случайных обстоятельств: Ньютон был дома, потому что его университет был закрыт из-за вспышки чумы.

### Динамит
Однажды, работая в лаборатории, Альфред Нобель порезал палец о кусок стекла и применил коллодий, чтобы остановить кровотечение. Из-за боли Нобель не мог уснуть, и именно тогда он понял, что коллодий может замедлить скорость химической реакции с участием глицерина и азотной кислоты, что привело к изобретению взрывчатого желатина, столь же мощного, как динамит, но гораздо более безопасного в обращении.

### Пастер

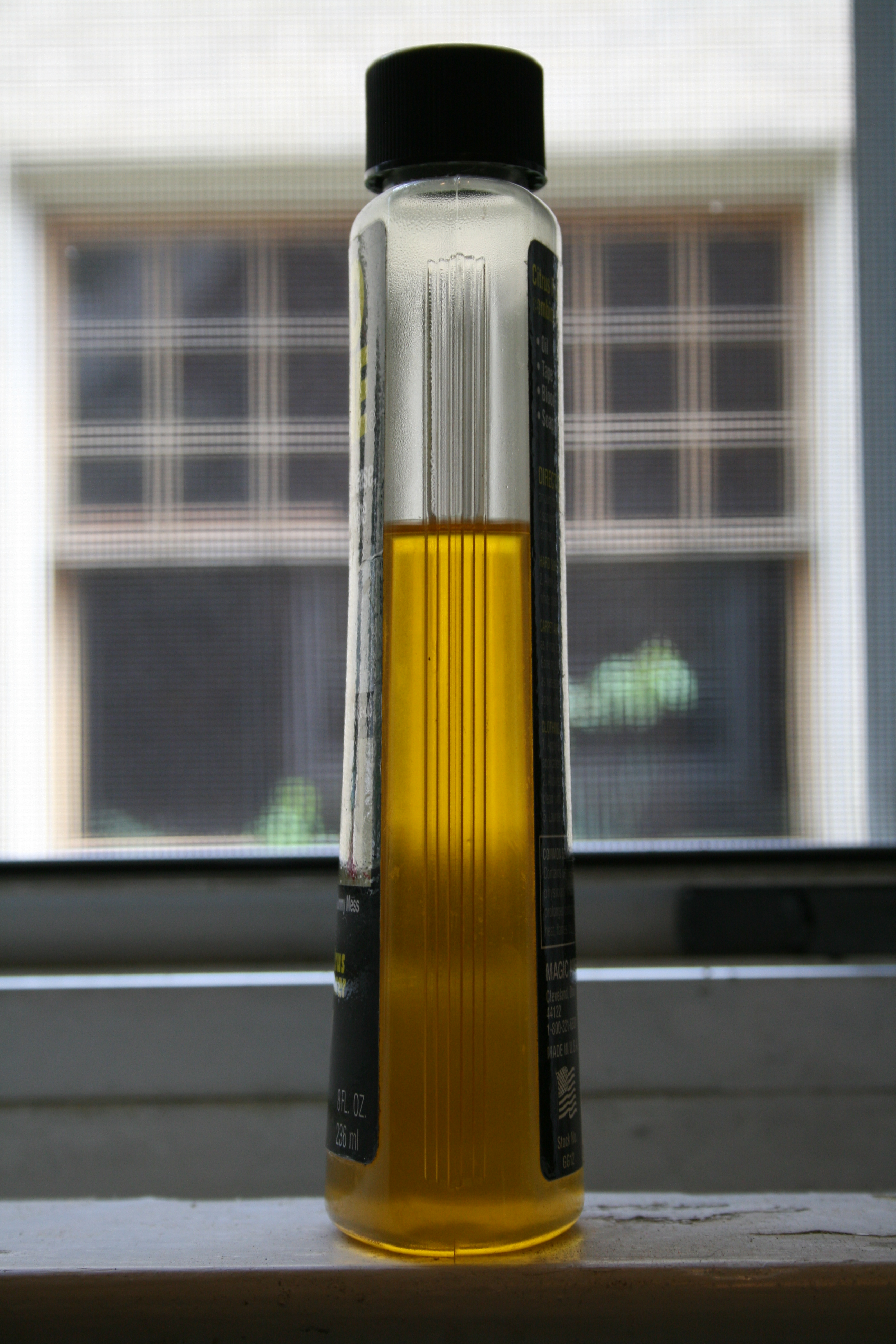
Пастеру повезло, что он использовал определённый вид соли, но также повезло, что он оставил свой раствор на подоконнике на ночь. Иначе не было бы химической реакции, и гению нечего было бы замечать и интерпретировать.

Французскому учёному Луи Пастеру принадлежат различные открытия, некоторые из которых связаны с интуицией. Похоже, это относится как к его открытию того, что химически идентичные молекулы могут иметь хиральность, так и к его открытию вакцины против куриной холеры.

#### Хиральность
Пастер был озадачен тем, что соли винной и рацемической кислот идентичны по химическому составу и кристаллической форме, но они по-разному воздействовали на поляризованный свет". Позже он приготовил раствор только рацемической кислоты и обнаружил, что он содержит кристаллы соли, которые по-разному воздействуют на свет. Это было в некоторой степени делом случая, поскольку тип кристаллов соли, который изучал Пастер (натриево-аммониевая соль рацемической кислоты), является одной из немногих солей, демонстрирующих подобное поведение. Более того, соли дифференцируются только в том случае, если температура раствора ниже 26 °C (79 °F) °С. ; Пастер не знал об этом требовании к температуре, но он случайно оставил раствор на подоконнике на ночь, и холодный воздух активировал его.

#### Вакцина против куриной холеры
Пастеру и его помощникам удалось выделить микроб из кур, больных или павших от холеры. Цыплята, которым вводили выделенный микроб, неизменно умирали — что стало ключевым доводом в рассуждениях Пастера о том, что микроб вызывал болезнь, а не был результатом болезни, как многие думали. Пастер искал способ предотвращения болезни, но что бы он ни делал с «бульоном» микробов или с цыплятами, все инъецированные цыплята умирали. Наконец Пастеру надоело и он решил уйти в отпуск. Он поручил своему помощнику ввести большему количеству цыплят следующую партию бактерий. Однако ассистент пренебрёг этой задачей, решив тоже уйти в отпуск. Когда оба вернулись и ввели цыплятам партию бактерий, которая пролежала там несколько недель, ни один из них не умер, что показало Пастеру, что партия бактерий погибла. Но когда тем же цыплятам вводили новую партию бактерий, погибших также не было, в то время как цыплята, которым ранее не вводили «испорченную» партию, умерли. Пастер пришёл к выводу, что микробы в испорченной партии использовали что-то в организме, чем уничтожили заразность «нормальных» бактерий. Это объяснение было неверным, но случайное создание культуры «просроченных» бактерий привело к созданию первой вакцины.